# Leucanella nyctimene
Leucanella nyctimene är en fjärilsart som beskrevs av Pierre André Latreille 1832. Leucanella nyctimene ingår i släktet Leucanella och familjen påfågelsspinnare. Inga underarter finns listade i Catalogue of Life.